# Каннибализация (маркетинг)
В маркетинговой стратегии каннибализация — вид сокращения объёма продаж, доходов от продаж или доли рынка у одного продукта некой компании, когда та же самая компания представляет новый продукт.

## Описание
В условиях электронной коммерции, некоторые компании намеренно каннибализируют свои розничные продажи путём снижения цен на свои онлайн-продукты. Большее количество покупателей в данном случае может купить товар со скидкой, особенно если они ранее были «привязаны» к розничной цене. Несмотря на снижение количества розничных продаж, компания может увидеть общий рост доходов.
При оценке проекта потенциальная прибыль, полученная от нового продукта, должна быть уменьшена на прибыль от упущенной выгоды от продаж старой.
Другой, не менее распространенный случай каннибализации — это когда компании, открывают точки практически вплотную друг к другу, фактически конкурируя за одних и тех же клиентов. Потенциал каннибализации такого рода часто обсуждается при рассмотрении компаний с множеством торговых точек в одном районе, например Starbucks или McDonald’s .
Также каннибализация становится важной проблемой при попытке компании расширить свой бренд. Часто, когда расширение бренда осуществляется из одной подкатегории (например, Marlboro) в другую подкатегорию (например, Marlboro Light), существует вероятность того, что часть продаж первой категории будет отнята второй. Однако, если стратегическая цель такого расширения состоит в том, чтобы захватить более крупный рынок другого сегмента рынка, несмотря на потенциальную потерю продаж в существующем сегменте, переход к запуску нового продукта можно назвать «стратегией каннибализации». В Индии, где спрос на легковые автомобили резко растет с начала XXI века, начало выпуска компанией Maruti Suzuki автомобиля Suzuki Alto, той же подкатегории, что и Maruti 800, на тот момент лидера сегмента малолитражных автомобилей, для противостояния конкуренции со стороны Hyundai считается классическим примером стратегии каннибализации.
Наконец, каннибализация также упоминается в индустрии поисковой оптимизации (SEO), как каннибализация ключевых слов. Она происходит, когда несколько страниц на сайте намерено нацелены на один и тот же контент до такой степени, что поисковая система с трудом определяет, какая страница наиболее релевантна поисковому запросу, и, таким образом, может не продвигать страницу, которую пользователи хотели бы увидеть.
Несмотря на по сути негативный смысл, в контексте тщательно спланированной стратегии каннибализация может быть эффективной, поскольку в конечном итоге расширяет рынок или лучше удовлетворяет потребности потребителей.
Каннибализация является ключевым моментом при анализе портфеля проектов. Например, когда Apple представила iPad, продажи оригинального Macintosh упали, но в конечном итоге привело к расширению рынка персональных компьютеров.

## Оценка стоимости
Чтобы точно определить успех нового продукта, важно понимать ущерб, который его продажи наносят более старым продуктам компании. Основная опасность заключается в том, что новые продукты отбирают нишу у старых продуктов, вместо того, чтобы увеличивать долю рынка за счет отвлечения потребителей от продуктов конкурентов, произведенных другими компаниями. В 2012 году была создана модель для измерения изменений в продажах:
Изменение продаж новой основной модели (в момент времени t) =
+ изменение спроса на другие модели того же бренда и категории
+ изменение спроса на другие бренды в рамках категории
+ изменение спроса на другие модели того же бренда в других категориях
+ изменение спроса на другие бренды в других категориях
+ первичный спрос (время в неделях).
Эта модель пытается решить сразу три проблемы связанные с точной оценкой успеха нового продукта. Волатильность рынка означает, что многие новые продукты появляются на рынке и уходят с него, что затрудняет понимание того, какой из продуктом влияет на долю рынка. Медленность рынка, чтобы реагировать на новые продукты, а это означает, что должны быть временные рамки, учитывающие сезонные изменения и действия потребителей. Коррелированные структуры ошибок могут проникать внутрь бренда, и поскольку их влиянием будет затронут не только один продукт, важно понимать объём товара и видеть его общее влияние.
Существует также опасность каннибализации сразу нескольких каналов сбыта, что может привести к рискам для старых каналов по мере открытия новых. Случай туристических агентств: в прошлом практически все экскурсионные бюро полагались на них как на посредников в сфере туризма, что означало встречи лицом к лицу для представления продуктов или услуг, которые бюро хотели бы продать путешественникам. В последние годы с появлением новых технологий потребность в туристических агентствах снижается, и люди могут договариваться с бюро напрямую об услугах, в которых они нуждаются, чтобы путешествовать без посредника, таким образом путешествуя дешевле. Авиакомпании, например, подталкивают население к использованию своего веб-сайта вместо отдельного бронирования в туристическом агентстве, потому что это дешевле в эксплуатации для компании и более удобно для потребителя. Таким образом, обновление технологий вынудило каннибализацию рынка сократить расходы в определённых бизнес-группах, что привело к снижению удовлетворенности работой.
Каннибализация во многих случаях является необходимым злом. Поскольку продажи стабилизируются и снижаются только для того, чтобы стабилизироваться на ещё более низком уровне, для бизнесов критически важно внедрять инновации и экспериментировать, чтобы сохранять долю рынка Несмотря на то, что каннибализация сопряжена с опасностью, она очень успешно продвигает бизнес-инновации и выявляет застойные области.

## Риски
Перенаправление продаж с одного продукта на другой может отрицательно сказаться на общих продажах бизнеса. Венди Ломакс предположила, что использование имени бренда и рычагов воздействия на текущих пользователей бренда для подталкивания их к использованию нового продукта может быть сопряжено с большим риском. Это связано с разрушительным характером, который неудачный продукт мог бы иметь по сравнению с ранее существовавшим родительским продуктом. Поскольку продажи нового продукта упадут после того, как он перестанет продвигаться, нет никакой гарантии, что продажи стабилизируются на старом продукте, принесённом в жертву текущему продукту.
Apple сократила собственные продажи iPad, когда в сентябре 2014 года был выпущен iPhone 6. Согласно статье Forbes, поставки iPad сократились на 23 % с момента анонса iPhone 6. Это связано с тем, что новый продукт (iPhone) достаточно велик, чтобы иметь большинство функций iPad, но при этом не настолько огромным как iPad, делая его устаревшим и неактуальным. В то время как iPhone продался огромным тиражом, продажи iPad так и не восстановились до прежнего уровня. В целом, эффект оказался положительным, поскольку оборот новых продуктов позволяет компании заставить старых пользователей продолжать тратить деньги и поддерживать актуальность своих продуктов.